# Amphirhachis nigra
Amphirhachis nigra là một loài tò vò trong họ Ichneumonidae.